# Paix du Fleix

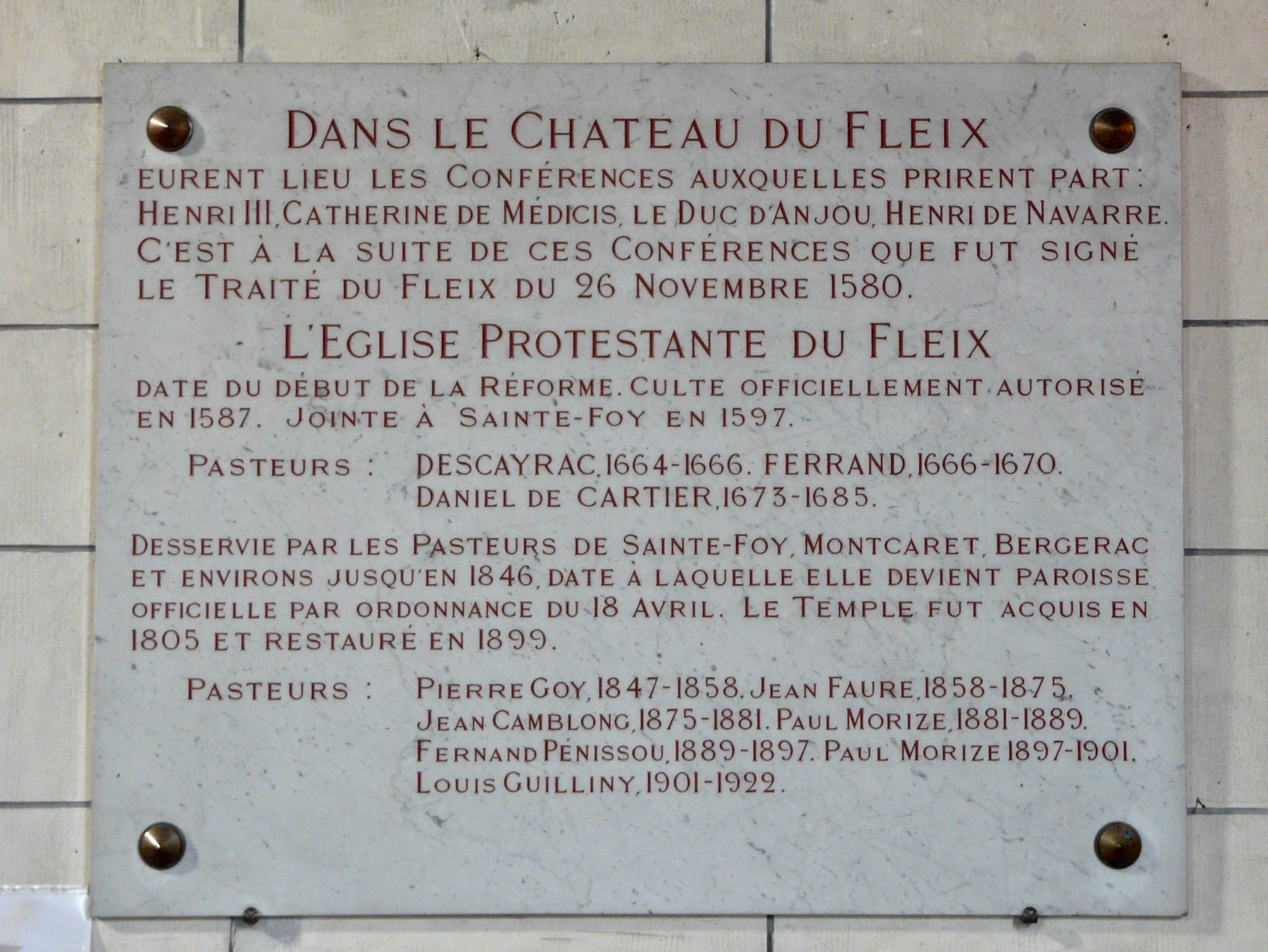
Plaque évoquant le traité du Fleix, à l'intérieur du temple du Fleix.

La paix du Fleix, connue aussi sous le nom de convention ou conférence du Fleix, ou de paix des amoureux, qui fut signée le 26 novembre 1580, a mis fin à la septième guerre de Religion. Elle est proclamée à Montaigu[Lequel ?] le 26 janvier 1581.

## Historique
Le nom lui vient du village du Fleix en Périgord, où le traité fut signé dans le château du marquis de Trans, Germain Gaston de Foix (cousin du roi de Navarre), en présence notamment du frère du roi de France, François, duc d'Alençon, représentant les intérêts de son frère le roi Henri III, et de Henri, roi de Navarre (futur Henri IV), représentant ceux du parti des huguenots.

## Extrait du traité
« …Fait à Flex près Sainte-Foy, le 26 jour de Novembre 1580. Ainsi signé de la propre main de Montseigneur le frère du roi, Francois. Et de la propre main du roi de Navarre, Henri. »